# Oporophylla despicillator
Oporophylla despicillator är en fjärilsart som beskrevs av Achille Guenée 1852. Oporophylla despicillator ingår i släktet Oporophylla och familjen nattflyn. Inga underarter finns listade i Catalogue of Life.